# Charina bottae
Espèce
Synonymes
- Tortrix bottae Blainville, 1835
- Wenona plumbea Baird & Girard, 1852
- Wenona isabella Baird & Girard, 1852
- Charina brachyops Cope,1889
- Charina bottae utahensis Van Denburg, 1920

Statut de conservation UICN

 LC  : Préoccupation mineure
Statut CITES
Charina bottae est une espèce de serpents de la famille des Boidae. Son nom vernaculaire français est Boa caoutchouc.

## Répartition
Cette espèce se rencontre :
- aux États-Unis dans les États de Washington, en Oregon, en Californie, en Idaho, au Montana, au Nevada, en Utah et au Wyoming ;
- au Canada dans le sud de la Colombie-Britannique.

## Description

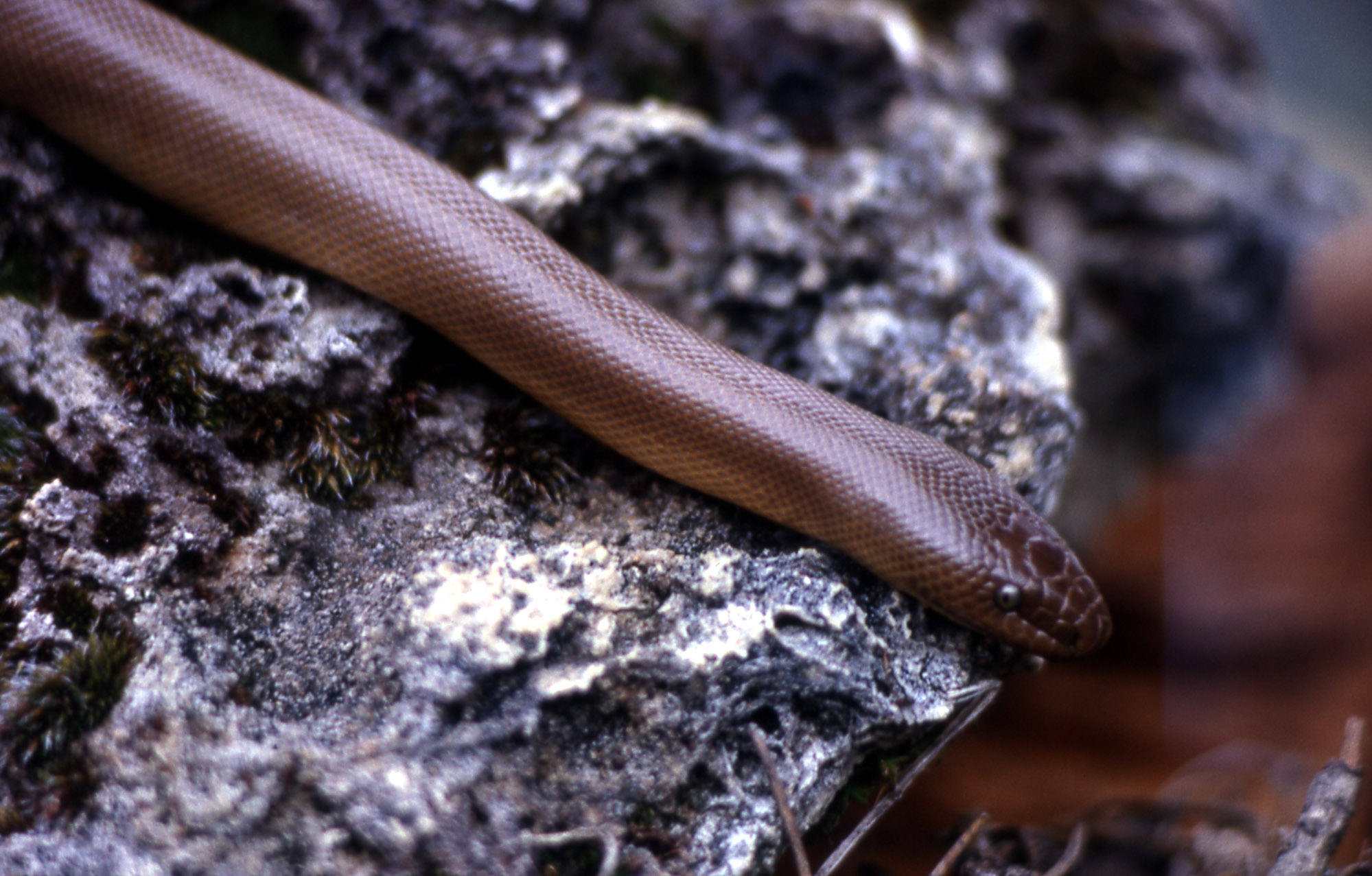
Charina bottae

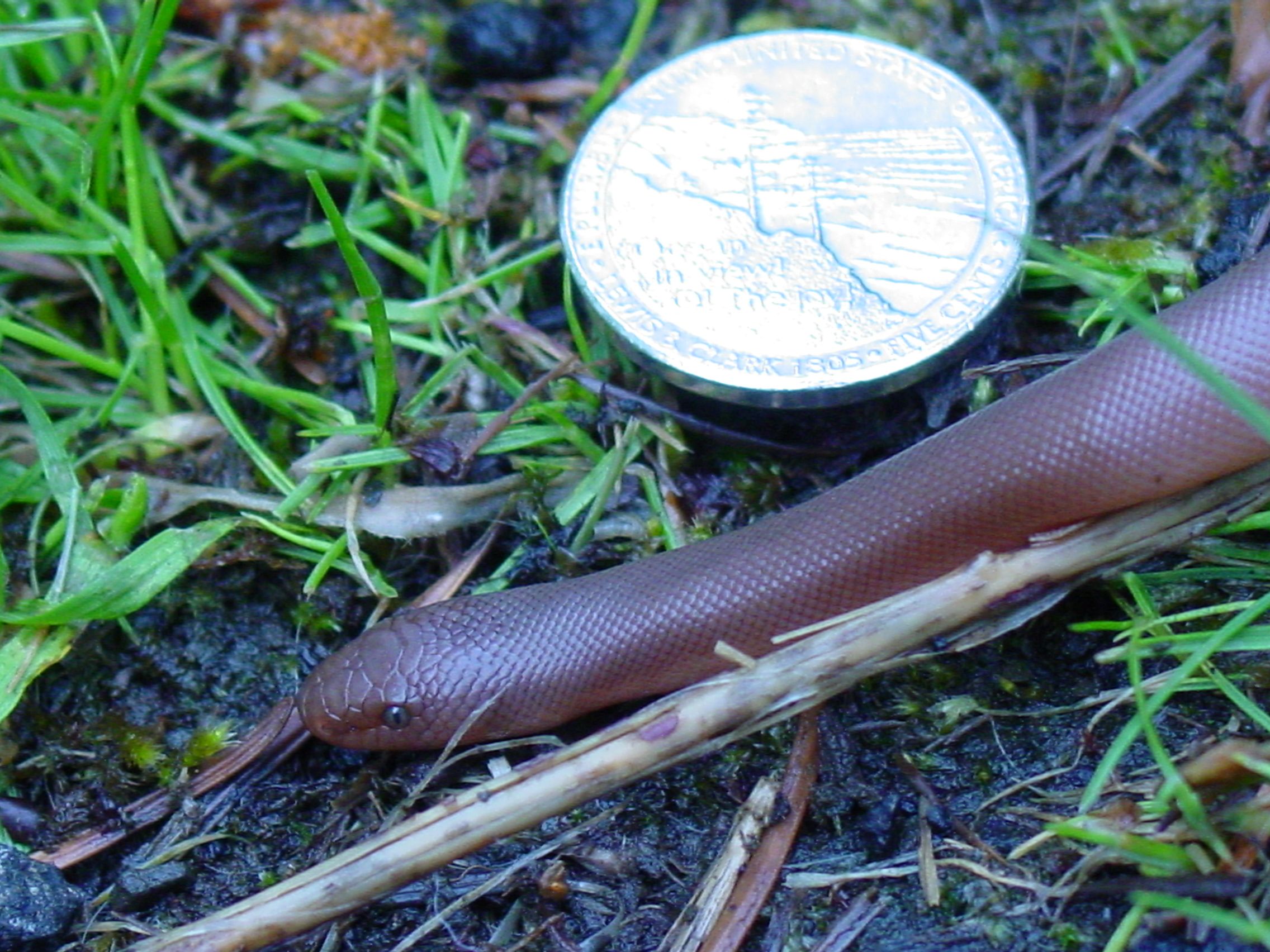
Charina bottae

Charina bottae mesure jusqu'à 75 cm. De couleur brune, sa peau a un aspect caoutchouteux ce qui lui a valu son nom courant. Sa queue arrondie ressemble à une tête. Lorsqu’il est attaqué, les prédateurs confondent ainsi sa queue et sa tête ce qui permet au serpent de mieux se protéger face aux attaques.
Il s’agit d’un serpent nocturne. La femelle donne naissance à une portée de 2 à 8 jeunes entre la fin de l’été et le début de l’automne. Dans son milieu naturel, il peut vivre parfois jusqu'à 30 ans. Ce serpent se nourrit d’œufs et de petits animaux comme des mammifères et parfois des oiseaux et des lézards. Ses prédateurs peuvent être de grands oiseaux comme le Grand corbeau mais aussi de gros mammifères comme le Raton laveur.

## Taxinomie
Charina bottae umbratica a été élevée au rang d'espèce et Charina bottae utahensis est maintenant considérée comme un synonyme.

## Étymologie
Cette espèce est nommée en l'honneur de Paul Émile Botta (1802-1870), archéologue, explorateur et diplomate italien.

## Publications originales
- Blainville, 1835 : Description de quelques espèces de reptiles de la Californie précédée de l’analyse d’un système général d’herpétologie et d’amphibiologie. Nouvelles Annales du Muséum d'Histoire Naturelle, vol. 4, p. 233-296 (texte intégral).
- Van Denburg, 1920 : Description of a new subspecies of boa (Charina bottae utahensis) from Utah. Proceedings of the California Academy of Sciences, ser. 4, vol. 10, p. 31-34 (texte intégral).